# Eudejeania pilosa
Eudejeania pilosa là một loài ruồi trong họ Tachinidae.